# Беллингем, Джоуб
Джо́уб Сэ́мьюэл Па́трик Бе́ллингем (англ. Jobe Samuel Patrick Bellingham, английское произношение: [dʒəʊb 'belɪŋəm]; род. 23 сентября 2005) — английский футболист, полузащитник немецкого клуба «Боруссия» Дортмунд. Считается одним из самых перспективных молодых игроков Англии. Младший брат футболиста Джуда Беллингема.

## Клубная карьера

### «Бирмингем Сити»
Джоуб Беллингем является воспитанником футбольной академии клуба «Бирмингем Сити», как и его старший брат Джуд. 8 января 2022 года дебютировал в основном составе «Бирмингем Сити», выйдя на замену Джордану Джеймсу в матче Кубка Англии против «Плимут Аргайл». В возрасте 16 лет и 107 дней стал вторым в списке самых юных игроков клуба после своего старшего брата. 15 января 2022 года Джоуб дебютировал в Чемпионшипе, выйдя на замену в матче против «Престон Норт Энд». В июле 2022 года согласовал условия первого профессионального контракта, который вступил в силу после того, как Джоубу исполнилось 17 лет. Выступал за клуб до лета 2023 года, сыграв 26 матчей.

### «Сандерленд»
14 июня 2023 года перешёл в «Сандерленд». 6 августа 2023 года дебютировал за «чёрных котов», выйдя в стартом составе в матче Чемпионшипа против «Ипсвич Таун». 19 августа 2023 года забил свои первые голы в профессиональной карьере, сделав «дубль» в игре против «Ротерем Юнайтед». В августе 2024 года подписал с «Сандерлендом» новый контракт до лета 2028 года. По итогам сезона 2024/25 помог клубу вернуться в Премьер-лигу.

### «Боруссия» Дортмунд
10 июня 2025 года перешёл в клуб немецкой Бундеслиги «Боруссия» (Дортмунд), подписав контракт до лета 2030 года. Сумма трансфера составила 27,8 млн фунтов (33 млн евро), ещё 4,2 млн фунтов предусмотрены в виде бонусов. Дебютировал за клуб 17 июня 2025 года в матче клубного чемпионата мира против бразильского «Флуминенсе». 21 июня 2025 года забил свой первый гол за «чёрно-жёлтых» в матче против южноафриканского клуба «Мамелоди Сандаунз».

## Карьера в сборной
Выступал за сборные Англии до 16, до 17, до 18, до 19, до 20 лет и до 21 года.
Хотя Джоуб родился в Англии, он также может выступать за сборную Ирландии.

## Статистика выступлений

### Клубная статистика
Статистика приведена по состоянию на 1 июля 2025 года
| Выступление         | Выступление      | Выступление      | Лига | Лига | Кубки | Кубки | Континент. | Континент. | Прочие | Прочие | Итого | Итого |
| Клуб                | Лига             | Сезон            | Игры | Голы | Игры  | Голы  | Игры       | Голы       | Игры   | Голы   | Игры  | Голы  |
| ------------------- | ---------------- | ---------------- | ---- | ---- | ----- | ----- | ---------- | ---------- | ------ | ------ | ----- | ----- |
| Бирмингем Сити      | Чемпионшип       | 2021/22          | 2    | 0    | 1     | 0     | —          | —          | —      | —      | 3     | 0     |
| Бирмингем Сити      | Чемпионшип       | 2022/23          | 22   | 0    | 1     | 0     | —          | —          | —      | —      | 23    | 0     |
| Бирмингем Сити      | Итого            | Итого            | 24   | 0    | 2     | 0     | —          | —          | —      | —      | 26    | 0     |
| Сандерленд          | Чемпионшип       | 2023/24          | 45   | 7    | 2     | 0     | —          | —          | —      | —      | 47    | 7     |
| Сандерленд          | Чемпионшип       | 2024/25          | 40   | 4    | 0     | 0     | —          | —          | 3      | 0      | 43    | 4     |
| Сандерленд          | Итого            | Итого            | 85   | 11   | 2     | 0     | —          | —          | 3      | 0      | 90    | 11    |
| Боруссия (Дортмунд) | Бундеслига       | 2024/25          | 0    | 0    | 0     | 0     | 3          | 1          | —      | —      | 3     | 1     |
| Боруссия (Дортмунд) | Итого            | Итого            | 0    | 0    | 0     | 0     | 3          | 1          | —      | —      | 3     | 1     |
| Всего за карьеру    | Всего за карьеру | Всего за карьеру | 109  | 11   | 4     | 0     | 3          | 1          | 3      | 0      | 119   | 12    |

1. ↑  Кубок Англии, Кубок АФЛ.
2. ↑  Клубный чемпионат мира.
3. ↑  Плей-офф Чемпионшипа.